# Passeio da Volta (Volta a Portugal em Bicicleta)
O "Passeio da Volta" é um passeio de cicloturismo promovido pela organização da Volta a Portugal em Bicicleta desde a edição de 2011 da prova. Tal como a "Etapa da Volta", consiste num pequeno percurso, destinado à participação de cicloturistas e convívio entre os mesmos, seguindo a tradição que existe em promover actividades semelhantes em grandes provas como o Tour de France ou a Vuelta a España.

## 2011
Na primeira edição, o "Passeio da Volta" teve uma extensão de 26.9 km e foi disputado dentro da cidade de Lisboa, tendo partida na Praça Marquês de Pombal